# Смородина душистая
Сморо́дина души́стая (лат. Ríbes frágrans) — невысокий листопадный кустарник семейства Крыжовниковые (Grossulariaceae).
Названием «Смородина душистая» ещё может именоваться разновидность смородины золотистой Ribes aureum Pursh var. villosum DC., которую иногда обозначают синонимом Ribes odoratum H.L.Wendl.
Вид был описан Симоном Палласом в десятом томе издания «Nova Acta Academiae Scientiarum Imperialis Petropolitanae. Praecedit Historia ejusdem Academiae», 1797.

## Распространение и среда обитания
Распространён в Восточной Сибири (юг Якутии, Прибайкалье, Магаданская область, Читинская область и север Бурятии), на Дальнем Востоке, в Монголии.
Произрастает на каменистых участках, обычно заселяет субальпийский пояс горных районов, встречается в кедровых и лиственничных лесах.

## Ботаническое описание
Высота растения не более 50—70 см.
Листья по форме подобны листу чёрной смородины, но более округлые и мелкие с загнутыми вниз краями. Высокое содержание в листьях смородины душистой смол и эфирных масел делает их более ароматными, что повлияло на выбор названия этого вида.
Цветение наступает в июне.
Плоды — ягоды чёрного цвета диаметром до 8 мм. Плодоношение начинается в конце июля.

## Применение
Ягоды растения пригодны в пищу, но могут иметь горький привкус. Листья используются для заварки чая.